# HK MG5
Das  HK MG5, oder ursprünglich auch HK121, ist ein Universalmaschinengewehr des schwäbischen Handwaffenherstellers Heckler & Koch.

## Geschichte
Die Arbeiten am MG5 begannen, noch unter der Bezeichnung HK121, bereits kurz nach der Entwicklung des leichten Maschinengewehrs MG4, das Heckler & Koch erstmals als HK MG43 auf der Fachmesse MILIPOL 2001 in Paris vorstellte. Einen Prototyp des HK121 präsentierte der Oberndorfer Waffenhersteller erstmals auf dem 14. Tag der Infanterie im Juli 2010 in Hammelburg einer größeren Öffentlichkeit.
Stand August 2018 waren etwa 4400 MG5 an die Bundeswehr ausgeliefert, in den Varianten Standard- und Infanteriewaffe. Damit war zu diesem Zeitpunkt mehr als die Hälfte der als Mindestausstattung veranschlagten 7114 Maschinengewehre dieses Typs in der Truppe angekommen, allerdings bislang nicht in der Einbauvariante für Fahrzeuge. Nach ersten Planungen sollten alle Teilstreitkräfte der Bundeswehr bis zu 12.733 neue Maschinengewehre dieses Typs bekommen, um so das MG3 in der Rolle als Infanteriewaffe abzulösen. Diese Planung wurde mittlerweile revidiert. Nach Ende der Auslieferung aller MG5 des ersten Rahmenvertrages an die Bundeswehr wurde im März 2021 durch den Bundestag eine „Ergänzungsbeschaffung MG5“ in einem zweiten Rahmenvertrag gebilligt. Aus dem neuen Rahmenvertrag sollen im Jahr 2021 über 11.000 MG5 im Wert von rund 175 Millionen Euro abgerufen werden. Der Bundeswehr stünden nach Ende der Auslieferungen im Jahr 2024 über 18.000 Maschinengewehre in den Versionen MG5 (Standard), MG5A1 (Einbauwaffe) und MG5A2 (Infanteriewaffe) zur Verfügung.

## Technik
Das MG5 ist ein zuschießender Gasdrucklader im Kaliber 7,62 × 51 mm NATO. Die ca. 11 kg schwere Waffe zeichnet sich durch eine zum MG4 weitgehend identische Bedienung aus. Sicherungs- und Feuerwahlhebel sind beidseitig bedienbar. Je nach Version ist die Schulterstütze abklappbar und längenverstellbar und besitzt eine höhenverstellbare Wangenauflage. Zahlreiche NATO-Schienen erlauben das Anbringen optischer Visierungen und weiterer Zusatzgeräte. Der Lauf verfügt über ein Hitzeschutzblech und ist mit einem Trage- und Rohrwechselgriff versehen, wodurch er sich ohne Hitzeschutzhandschuh austauschen lässt. Die mechanische Visierung besteht aus einem abklappbaren Korn auf dem Lauf und einem höhen- und seitenverstellbaren Diopter. Der Spannhebel befindet sich auf der rechten Seite der Waffe. 60-Schuss-Gurttasche oder 120-Schuss-Gurtkästen können auf der linken Gehäuseseite angebracht werden. Die Waffe lässt sich teilweise unter Verwendung von zusätzlichen Adaptern auf die eingeführten MG3-Lafetten setzen. Das Zweibein ist dreifach höhenverstellbar. Für die Verwendung von Übungsmunition wurde ein spezieller Verschluss eingeführt, für dessen Entwicklung die Bundesregierung Haushaltsmittel in Höhe von 7,3 Millionen Euro bereitgestellt hat.

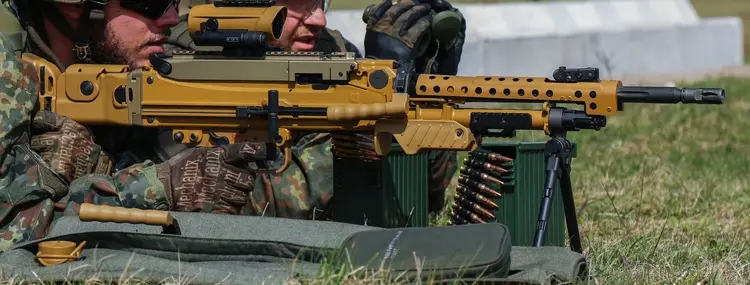
MG5 mit Gurtkästen DM 40004

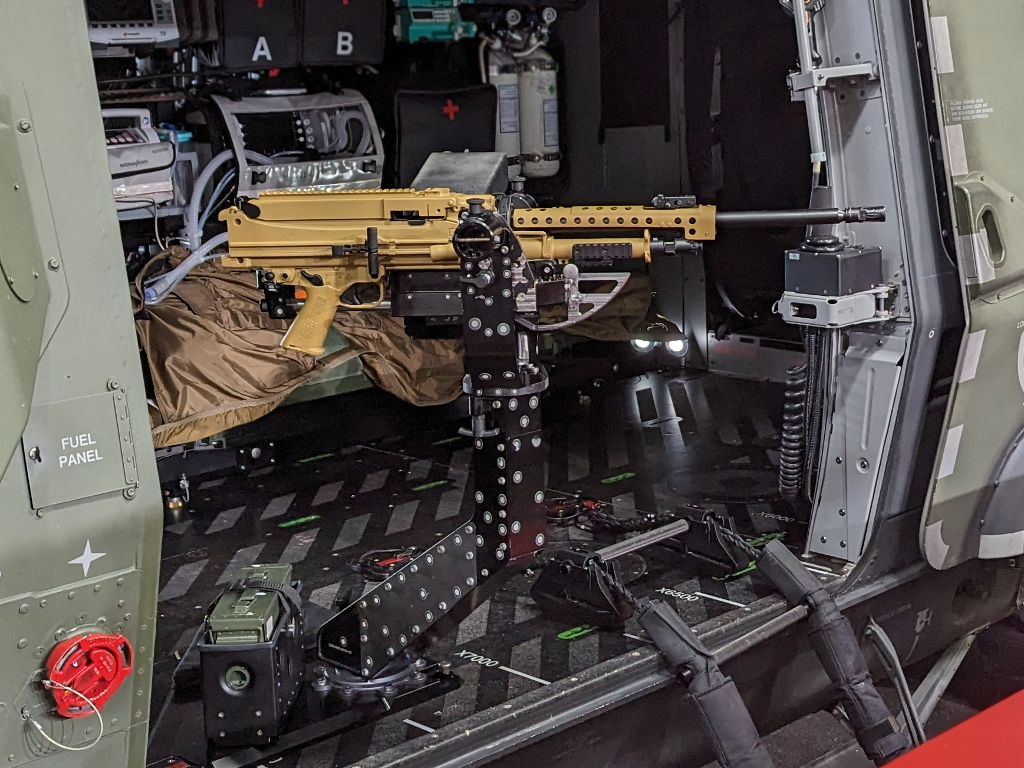
MG5 als Bordwaffe einer NH90

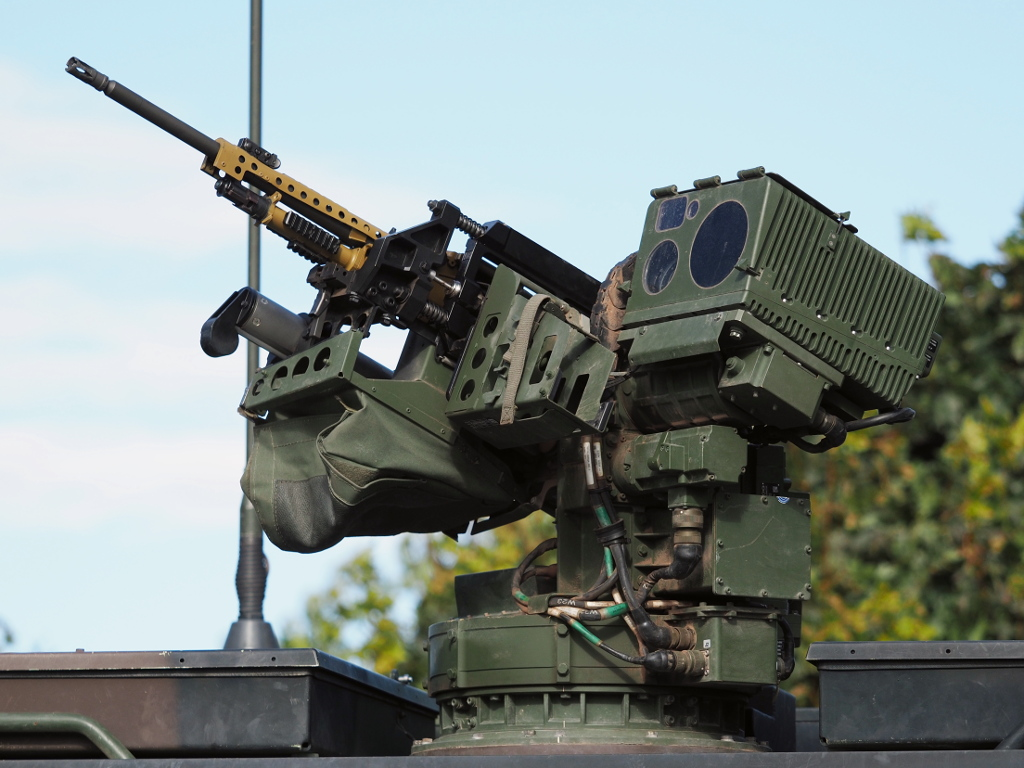
FLW 100 bestückt mit einem MG5

Die Gurtzuführung wurde insoweit modifiziert, als nun Doppelfedern den Gurt halten. Selbst wenn 250 Schuss frei am MG hängen, kann der Gurt immer noch zugeführt werden. Die Zuführungsfächer können dahingehend modifiziert werden, dass sie austauschbar sind. Unter dem Verschlussgehäuse hat das MG ein Blech als Staubschutz, welches die Hülsen mittels eines Federnmechanismus auswirft.

## Modellvarianten
| MG5 (Universal)       | 1202 (960) | 550 | 241 | 120 | 11,60 (3,00) |
| MG5 A2 (Infanterie)   | 1112 (870) | 460 | 241 | 120 | 11,20 (2,50) |
| MG5 A1 (Einbauwaffe)  | 942        | 550 | 195 | 120 | 10,10 (3,00) |
| MG5 S (Spezialkräfte) | 1012       | 550 | 239 | 171 | 12,10 (3,00) |
| 1. 2. 3.              |            |     |     |     |              |

## Verwendung
- Albanien – Albanisches Heer als MG5[6]
- Chile – Chilenische Marineinfanteristen als MG5[7]
- Deutschland – Bundeswehr als MG5[8]
- Deutschland – Bundespolizei als MG5 A1[9]
- Ukraine – Ukrainische Streitkräfte als MG5[10]